# 2. studenoga
2. studenoga (2. 11.) 306. je dan godine po gregorijanskom kalendaru (307. u prijestupnoj godini).
Do kraja godine ima još 59 dana.

## Događaji
- 1875. – Johann Palisa iz Mornaričke zvjezdarnice u Puli otkrio asteroid 153 Hilda.
- 1891. – Tragična smrt 16 pralja iz mjesta Preko koje su stradale u prevrtanju broda kojim se u Zadar prevozilo čisto rublje spremno za isporuku njihovim vlasnicima.
- 1986. – U Srpskom narodnom kazalištu u Novom Sadu praizvedena je Bruccijeva opera Gilgameš.
- 1991. – JNA i srpske paravojne postrojbe slomile su otpor branitelja vukovarske četvrti Lušca, u kojoj su nakon okupacije pobili 59 osoba, većinom civila.
- 2017. – Pongo tapanuliensis klasificiran je kao novootkrivena vrsta orangutana.[1]

| - 1766. – Josef Radetzky, austrijski feldmaršal († 1858.) - 1795. – James Knox Polk, američki državnik i političar († 1849.) - 1844. – Mehmed V., turski sultan († 1918.) - 1861. – Grigorij Lavov, revolucionarni premijer Rusije († 1925.) - 1911. – Odisejas Elitis, grčki književnik († 1996.) - 1923. – Cesare Rubini, talijanski košarkaški trener († 2011.) - 1946. – Alan Jones, australski športski automobilist - 1954. – Zoran Simović, nogometaš Hajduka - 1955. – Peter Bossman, slovenski političar - 1959. – Damir Škaro, hrvatski boksač i političar - 1959. – Said Aouita, marokanski atletičar - 1963. – Snježana Banović, hrvatska kazališna redateljica - 1966. – Dubravko Šimenc, hrvatski vaterpolist - 1967. – Zvonimir Soldo, hrvatski nogometaš i nogometni trener - 1973. – Samir Barać, hrvatski vaterpolist - 1974. – Nelly, američki pjevač i reper - 1976. – Thierry Omeyer, francuski rukometni vratar - 1998. – Zvonimir Butić, hrvatski vaterpolist | - 1469. – Piero di Cosimo de' Medici, talijanski plemić (* oko 1416.) - 1887. – Jenny Lind, švedska operna pjevačica (* 1820.) - 1950. – George Bernard Shaw, englesko-irski pisac (* 1856.) - 1966. – Peter Joseph William Debye, nizozemski fizičar i kemičar, dobitnik Nobelove nagrade za kemiju (* 1884.) - 1971. – Jakob Ukmar, slovenski svećenik (* 1878.) - 1975. – Pier Paolo Pasolini, talijanski filmski umjetnik (* 1922.) - 1987. – Anka Krizmanić, hrvatska slikarica i grafičarka (* 1896.) - 1992. – Jerko Fućak, hrvatski teolog, bibličar, franjevac (* 1932.) - 1995. – Gabrijel Gruzijski, gruzijski pravoslavni redovnik (* 1929.) - 2013. – Zlatko Crnković, hrvatski prevoditelj i književnik (* 1931.) - 2015. – Miroslav Poljak, hrvatski vaterpolist (* 1944.) - 2020. – Mladen Kušec, hrvatski pjesnik, pripovjedač, publicist i novinar (* 1938.) |

## Blagdani i spomendani
- Dušni dan (katolicizam, djelomice i protestantizam)